# Fujitsu
Fujitsu Limited| (en japonès: 富士通株式会社Fujitsū) és una empresa multinacional amb seu a Tòquio, al Japó. és la tercera companyia del món, mesurada en ingressos, en serveis d'indústria i tecnologia (després d'IBM i Hewlett-Packard).
Fujitsu principalment produeix productes informàtics però també ella i les seves companyies associades ofereixen serveis i productes per a ordinadors personals, telecomunicacions i microelectrònica. Té uns 172.000 empleats i els seus productes i serveis estan disponibles en uns 70 països.

## Història
Fujitsu es va fundar el 20 de juny de 1935 sota el nom de T Fuji Tsūshinki Seizō (en japonès:富士通信機製造) una empresa sorgida de la Fuji Electric Company, i aquesta era una joint venture entre la Furukawa Electric Company i el conglomerat alemany Siemens fundat el 1923. Malgrat la seva connexió amb el zaibatsu Furukawa, Fujitsu escapà de l'ocupació aliada del Japó pràcticament il·lesa.
El 1954, Fujitsu fabricà el primer ordinador del Japó, el FACOM 100, i el 1961 el FACOM 222 ja amb transistors. El 1967, el nom oficial de la companyia va canviar a la contracció Fujitsū (en japonès:富士通).